# Горлянка ялинкоподібна
Горлянка ялинкоподібна, горлянка ялинковидна (Ajuga chamaepitys) — вид рослин з родини глухокропивові (Lamiaceae), поширений у північно-західній Африці, Європі крім півночі, західній і середній Азії.

## Опис
Вид дуже мінливий у ряді характеристик (розмір, форма та колір квітів, густота запушення, тощо). Тому є велика кількість підвидів: у Євро-середземноморському районі приблизно 14.
Однорічна чи багаторічна, 5–15 см заввишки, дуже ароматна трава. Стебло лежаче, висхідне до вертикального, гіллясте, білясто волосисте. Листки при основі сидячі, від ланцетних до зворотнояйцеподібних, цілі, максимум 5 см завдовжки та 1 см завширшки, від рідкісно до густо волосисті. Листки стебла 3-лопатеві до 3-конічні з довгими і вузькими сегментами, білувато волосаті. Квітки поодинокі, іноді попарно в пазухах листя. Віночок жовтий, 5–15 мм завдовжки, верхня губа дуже коротка, нижня губа велика, 3-лопатева. .

## Поширення
Поширений у північно-західній Африці, Європі крім півночі, західній і середній Азії.
Росте на полях, у виноградниках, лісах, особливо на ґрунтах, багатих кальцієм. Цвіте з травня по вересень.

## Загрози й охорона
Чисельність виду швидко зменшується в останні десятиліття. Вид має статус CR У Чехії та NT у Словаччині.

## Використання
Раніше вид мав застосування в народній медицині.